# Antonio Seghezzi
(Don Antonio Seghezzi)
Antonio Elia Giuseppe Seghezzi (Premolo, 25 agosto 1906 – Dachau, 21 maggio 1945) è stato un presbitero e partigiano italiano.

## Biografia
Antonio Seghezzi, secondo di 10 figli, nacque da Romano e Modesta Seghezzi in contrada Lulini a Premolo in provincia di Bergamo.

La famiglia di Don Antonio Seghezzi

Ad undici anni entrò nel seminario vescovile di Bergamo frequentando la seconda classe di ginnasio e il 26 settembre 1926 si laureò in scienze sociali all'Istituto cattolico di studi sociali di Bergamo con la tesi «L'enciclica sulla Regalità di Cristo in contraddittorio». Nell'estate 1928, in due mesi, perse sia la madre che il fratello minore Dante dopo che nel 1920 anche un'altra sorellina, Artemisia, era morta prematuramente.
Ordinato sacerdote il 23 febbraio 1929 dal vescovo Luigi Maria Marelli nel Duomo di Bergamo fu destinato alla parrocchia di Almenno San Bartolomeo come coadiutore. Nell'ottobre del 1932 fu incaricato dell'insegnamento di lettere nel seminario di Bergamo.
Nell'estate del 1935, a causa della guerra d'Etiopia, venne inviato come cappellano militare in Eritrea, assegnato all'ospedale da campo 430. Dopo due anni venne congedato e nella primavera del 1937 tornò a Bergamo dove il vescovo Adriano Bernareggi lo nominò assistente della Gioventù maschile di Azione Cattolica.
Dal 1940 risiedette nel Patronato San Vincenzo di Bergamo e fu padre spirituale di centinaia di giovani e ragazzi.

### La resistenza
Dopo l'armistizio dell'8 settembre 1943, si impegnò per aiutare la resistenza e seguì i suoi ragazzi in montagna. I nazifascisti lo scoprirono e dal 25 ottobre Don Seghezzi venne ricercato per essere arrestato. Non trovandolo decisero di eseguire una rappresaglia contro l'Azione Cattolica e la Chiesa di Bergamo. Don Seghezzi, per evitarla, anche su consiglio del vescovo, si consegnò spontaneamente: il 4 novembre 1943 venne arrestato e rinchiuso nel carcere di Sant'Agata a Bergamo.
Il 21 novembre, dopo essere stato processato, venne condannato a 5 anni di lavori forzati ridotti a 3 dopo la domanda di grazia. Il 23 dicembre fu rinchiuso nel Forte San Mattia a Verona e il 31 dicembre venne deportato in Germania e rinchiuso nel carcere di Monaco di Baviera. I primi di febbraio del 1944 fu trasferito nel campo di lavoro per criminali della vicina città di Kaisheim e successivamente a Lessingen dove manifestò l'emottisi. Riportato a Kaisheim nel reparto infettivi di TBC nell'aprile 1945 venne trasferito con altri prigionieri al campo di concentramento di Dachau a causa dell'avanzata degli Alleati.
Quando i soldati americani arrivarono a Dachau per liberare i superstiti, venne ricoverato nell'ospedale da campo dove versò in condizioni gravissime e il 21 maggio 1945 morì per emottisi.
Sepolto nel cimitero di Dachau se ne persero le tracce fino al giugno del 1952 quando con una lettera a don Marco Farina, delegato vescovile dell'Azione Cattolica di Bergamo, il parroco di Dachau annunciò il rinvenimento della tomba.
La salma venne riesumata e il 25 novembre 1952 riportata a Bergamo dove don Antonio Seghezzi venne sepolto nel cimitero del paese natale.

## Riconoscimenti

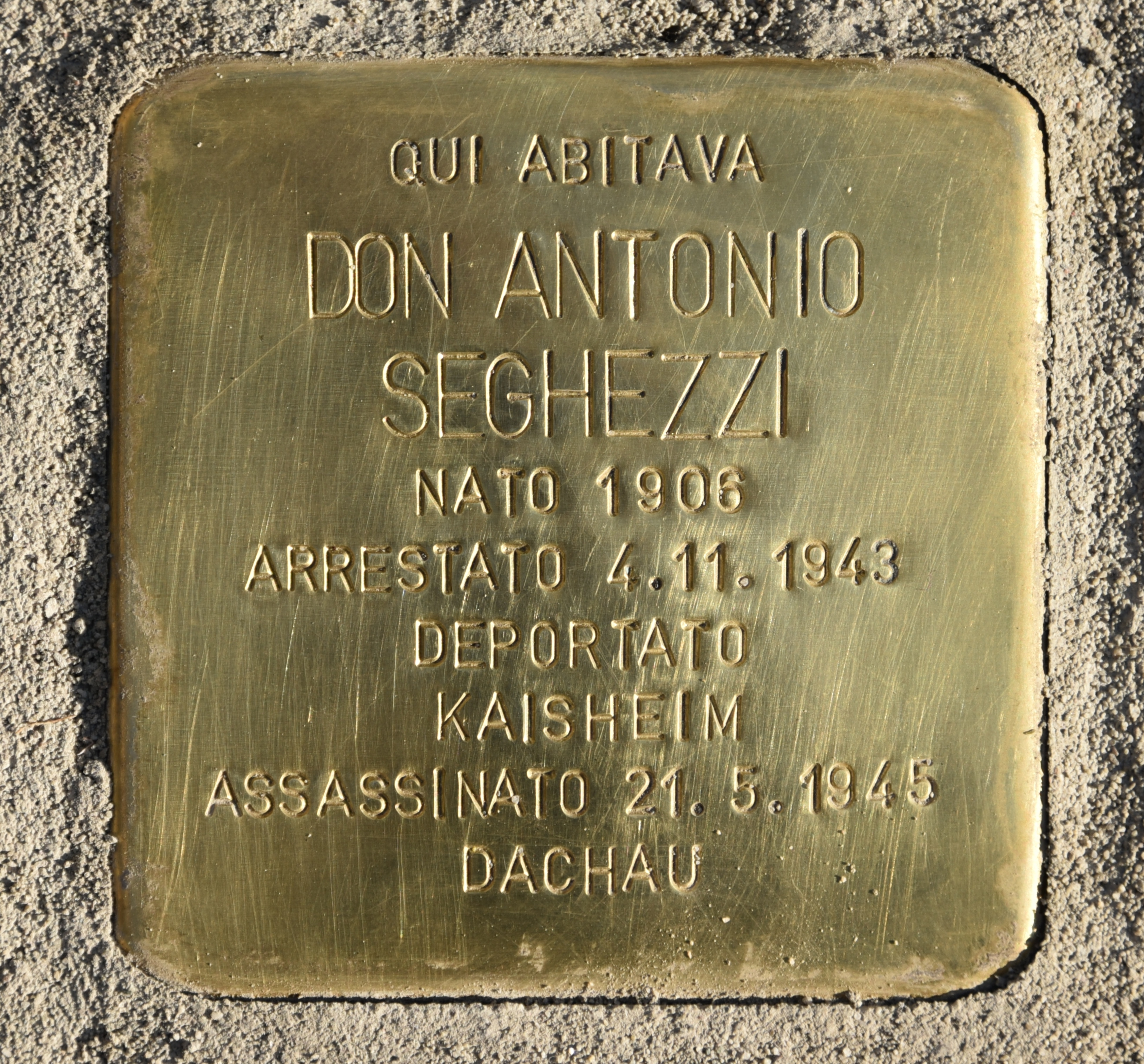
Pietra d'inciampo per Don Antonio Seghezzi

Nel 1999 la Diocesi di Bergamo ha concluso il processo di beatificazione di don Antonio Seghezzi e gli atti sono stati trasferiti alla Congregazione per le Cause dei Santi.
Nel centenario della nascita le spoglie di don Seghezzi sono state traslate nella cripta ipogea ricavata nella chiesa parrocchiale di Sant'Andrea nel suo paese natale. Premolo e Bergamo gli hanno intitolato una strada. Anche a Sabbio di Dalmine e a Cisano Bergamasco vi sono vie titolate a don Antonio Seghezzi, mentre ad Almenno San Bartolomeo (paese dove fu destinato come curato appena dopo l'ordinazione) gli è stato intitolato l'oratorio.
Nel gennaio del 2016 l'artista tedesco Gunter Demnig ha collocato una pietra d'inciampo per Antonio Seghezzi a Premolo.
Il 21 dicembre 2020, papa Francesco ne ha riconosciuto le virtù eroiche, dichiarandolo Venerabile.

## Filmografia su don Seghezzi
- Un prete nel mio cuore - film DVD 2009 - regia di Paolo Fiordalice, Parrocchia Sant'Andrea Apostolo, SIAE DO 0040236114 - A.S.DL001. isbn 8871352564

## Cripta Ipogea
Il processo progettuale è stato teso a creare una struttura idonea a ospitare la figura di don Antonio Seghezzi, con la sua capacità di costituire “memoria storica”. La realizzazione che ne è derivata prevedeva la creazione di un vero e proprio percorso spirituale-storico. Un progetto dell'architetto Giansandro Schina.